# M1タンパク質
M1タンパク質（えむわんたんぱくしつ）はインフルエンザウイルスの構造タンパク質の１つである。ウイルスのエンベロープの内側を裏打ちする。このタンパク質は多機能タンパク質で、膜タンパク質でありながら、細胞膜でできたエンベロープの中にRNAと核タンパク質が結合したヌクレオカプシドを収める役割を持つ。つまり、M1タンパク質は膜にもRNAにも結合する。
M1タンパク質はウイルスの増殖の制御に関わる。細胞内に侵入したウイルスはエンドソーム内の酸性条件下にさらされるが、これはM1タンパク質の崩壊を起こし、ヌクレオカプシドの脱殻を可能にする。また、ウイルスの出芽時はM1タンパク質が宿主細胞の内側に張り付き、これに結合するヌクレオカプシドを包むことで出芽が開始する。
M1タンパク質はリンカーによってつながれた二つのドメインによって構成される。N末端のドメインは複数のへリックス構造を持ち、2つのサブドメインに分かれる。C末端のドメインもαヘリックスを持つ。